# Premier match des Étoiles de la Ligue majeure de baseball 1962

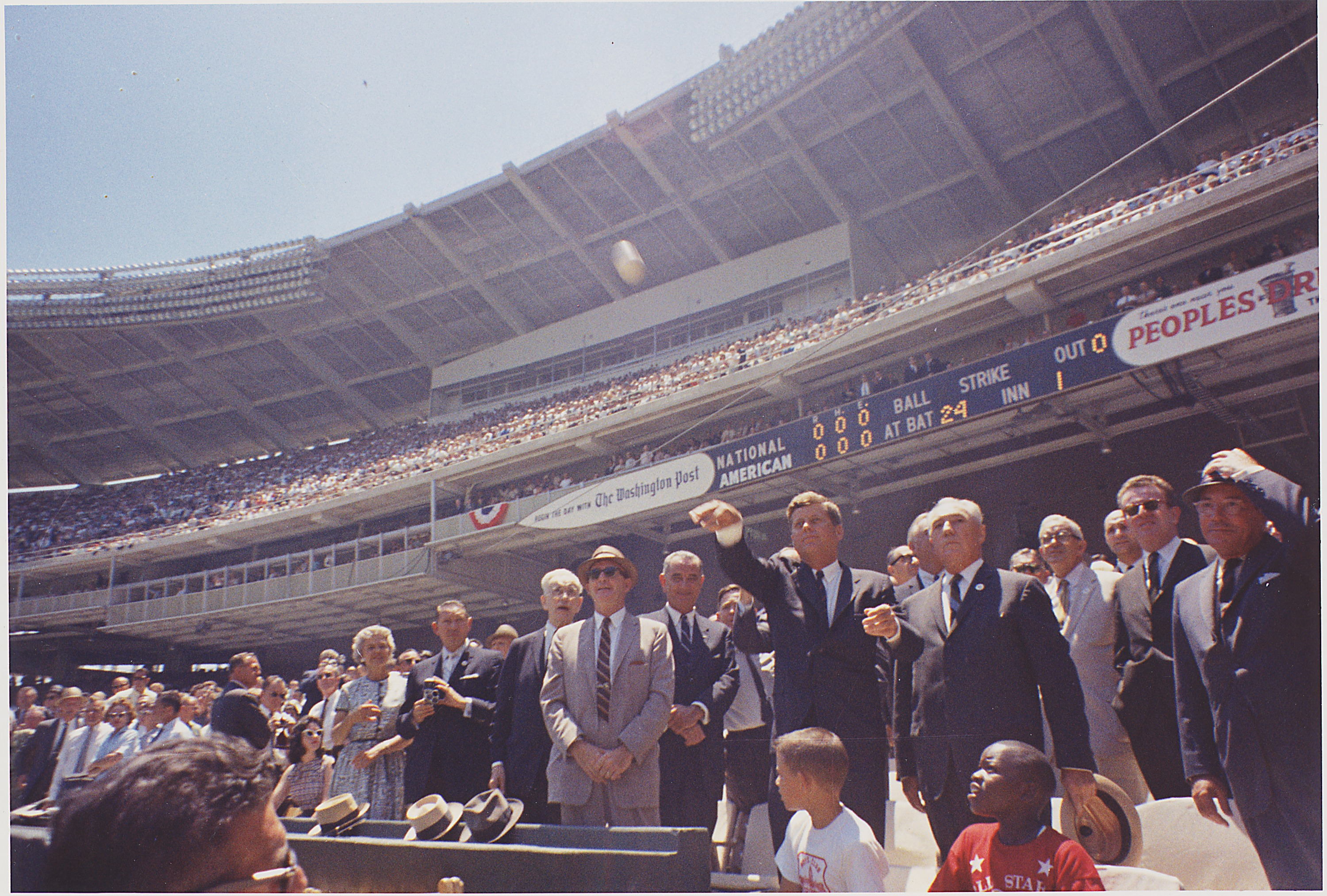

Le premier match des Étoiles de la Ligue majeure de baseball 1962 (1962 MLB All-Star Game) est la 32e édition de cette opposition entre les meilleurs joueurs de la Ligue américaine et de la Ligue nationale, les deux composantes de la MLB.
L'événement s'est tenu le 10 juillet 1962 au District of Columbia Stadium.